# Louis de Bonis
Pour les articles homonymes, voir Bonis.
Louis de Bonis, né en 1934 à Marseille, est un paléontologue français, spécialiste des primates et des carnivores fossiles.

## Jeunesse et formation
Louis de Bonis est né le 24 octobre 1934 à Marseille (Bouches-du-Rhône). Il développe son intérêt pour la paléontologie durant ses études à la faculté des sciences de Marseille, puis à l'université de Montpellier. En 1959, il effectue son service militaire durant 28 mois, dont 16 en Algérie, puis devient officier de réserve. En 1962, il poursuit ses études à l'université de Paris où il soutiendra une thèse de troisième cycle, puis une thèse d'état (Contribution à l’étude des mammifères de l’Aquitanien de l’Agenais : Rongeurs, Carnivores, Périssodactyles), éditée en 1973 par le Muséum national d'histoire naturelle.

## Carrière
Louis de Bonis commence sa carrière universitaire à Paris comme assistant puis maitre assistant à la Sorbonne. En 1980, il est nommé professeur à l'université de Poitiers, où il intègre le laboratoire PALEVOPRIM (Paléontologie, Évolution, Paléoécosystèmes, Paléoprimatologie) de l'université.
Louis de Bonis est aujourd'hui professeur émérite à l'université de Poitiers.

## Travaux
Spécialiste de paléontologie des vertébrés, Louis de Bonis s'intéresse surtout à l'évolution et à la systématique des Primates, surtout hominoïdes, et des Carnivores. Paléontologue de terrain, il a travaillé sur les trois continents de l'Ancien Monde : Europe, Asie et Afrique.
Louis de Bonis et Jean Mélentis ont découvert en Macédoine grecque et décrit en 1977 l'espèce Ouranopithecus macedoniensis, considérée comme proche de la tribu des Gorillini.

## Prix et honneurs
- Docteur honoris causa de l'université Aristote de Thessalonique.
- Titulaire du premier prix Georges Cuvier (2013) de l'Association paléontologique française.

## Publications

### Ouvrages
- Contribution à l’étude des Mammifères de l’Aquitanien de l’Agenais : Rongeurs, Carnivores, Périssodactyles, Mémoires du Muséum national d'Histoire naturelle, 1973, 192 p.
- L’Évolution dans sa réalité et ses diverses modalités, Masson, 1988, 419 p. (ISBN 9782225812408)
- Évolution et extinction dans le règne animal, Dunod, 1997, 192 p. (ISBN 978-2225823220)
- La famille de l'homme : des lémuriens à Homo sapiens, Belin, coll. « Bibliothèque scientifique », 1999, 128 p. (ISBN 9782842450076)

### Direction éditoriale
- Louis de Bonis et Lars Werdelin, « Mémorial Stéphane Peigné. Carnassiers (Hyaenodonta et Carnivora) du Cénozoïque », Geodiversitas, nos 41 et 42,‎ 2019, p. 17 articles

### Articles
- Louis de Bonis et Jean Mélentis, « Les primates hominoïdes du Vallésien de Macédoine (Grèce). Étude de la machoire inférieure », Geobios, vol. 10, no 6,‎ 1977, p. 849-885 (DOI 10.1016/S0016-6995(77)80081-8, lire en ligne)
- Louis de Bonis et al., « Le Garouillas et les sites contemporains (Oligocène, MP 25) des phosphorites du Quercy (Lot, Tarn-et-Garonne, France) et leurs faunes de vertébrés », Palaeontographica, no 236,‎ 1995 (lire en ligne)
- Louis de Bonis et Georges D. Koufos, « Ouranopithecus et la date de séparation des hominoïdes modernes », Comptes Rendus Palévol, vol. 3, no 4,‎ juillet 2004, p. 257-264 (lire en ligne)
- Louis de Bonis, « Les carnivores d'Afrique du Miocène moyen au Pléistocène : nouvelles données, systématique, évolution, biogéographie », Comptes Rendus Palévol, vol. 7, no 8,‎ décembre 2008, p. 475-486 (lire en ligne)